# Hellas (Marte)
Hellas è una caratteristica di albedo della superficie di Marte.